# Myrmeleon inanis
Myrmeleon inanis är en insektsart som beskrevs av Gerstaecker 1894. Myrmeleon inanis ingår i släktet Myrmeleon och familjen myrlejonsländor. Inga underarter finns listade i Catalogue of Life.